# Sabina caesia
Sabina caesia är en cypressväxtart som först beskrevs av Élie Abel Carrière, och fick sitt nu gällande namn av Franz Antoine. Sabina caesia ingår i släktet Sabina och familjen cypressväxter. Inga underarter finns listade i Catalogue of Life.